# Raipole, Sofiivka
Raipole (în ucraineană Райполе) este un sat în comuna Ordo-Vasîlivka din raionul Sofiivka, regiunea Dnipropetrovsk, Ucraina.

## Demografie
Componența lingvistică a localității Raipole
     Ucraineană (94,55%)
     Rusă (1,82%)
     Română (1,82%)
     Belarusă (1,82%)
Conform recensământului din 2001, majoritatea populației localității Raipole era vorbitoare de ucraineană (94,55%), existând în minoritate și vorbitori de rusă (1,82%), română (1,82%) și belarusă (1,82%).